# イ・ゴヌ
イ・コヌ（이건우 Lee Gun Woo 
李建雨、1989年1月30日（36歳） - ）は、韓国の歌手、俳優である。グループ・MYNAMEのメンバーである。

## 来歴
- 2016年1月30日 プロデュースソロアルバム「I AM 27」を発売した。発売日はコヌの誕生日である。
- 2017年1月4日 同グループのメンバー・カン・インスとデュエットライブ『1st Premium Duet Live Gunwoo×Insoo』を開催。
- 2018年1月19日、27日 GUN WOO BIRTHDAY LIVE 2018 「M.Love」
- 2018年6月30日 GUN WOO SPECIAL SHOW 2018～Hello&Goodbye M.Love～
- 2018年9月10日、11日 「BUZZ-UP 2018 autumn festival」にて、握手会を開催。
- 2019年4月 公式サイトにて持病であった膝の手術に専念することを発表。

## 人物
- 身長は181cm、体重57kg、血液型AB型。
- MYNAMEのリーダー・ボーカル担当である。
- 小さい頃にファニの曲を聴いて歌手になるきっかけを持った。
- 趣味は洋服のリフォーム。ファッションに興味があり、自分を着飾ることが趣味でもある。
- 特技はスポーツであり、中学校の頃サッカーをして、ウソング大学に入学してスポーツを学んだ。
- メンバーの中で唯一自動車免許を取得していない。
- 好きな音楽のジャンルはハウス、エレクトロニック、R&B
- 好きな日本の歌手は、中島美嘉、平井堅、安室奈美恵、加藤ミリヤ、清水翔太である。
- 好きな食べ物は肉類。
- ソロは「GUNWOO」という名義で活動してる。
- ソロでアルバムをプロデュースしたり、イベント、ショーなどに参加して活動をしてる。

## ディスコグラフィー

### プロデュースアルバム
GUNWOO名義
| No. | 発売日        | タイトル | 規格                                 | 販売生産番号         |
| --- | ------------- | -------- | ------------------------------------ | -------------------- |
| 1st | 2016年1月30日 | I AM 27  | CD                                   | YRCS95059 （通常盤） |
| 1st | 2016年1月30日 | I AM 27  | プレイボタン+イヤフォン+トートバッグ | YREU90000 （TYPE-A） |
| 1st | 2016年1月30日 | I AM 27  | CD+DVD+写真集                        | YRCU95513 （TYPE-B） |
| 1st | 2016年1月30日 | I AM 27  | CD+抱き枕                            | YRCU95514 （TYPE-C） |